# عصبة الأنصار
عصبة الأنصار جماعة أصولية سنية أنشئت في أوائل العام 1990 من قبل الشيخ هشام شريدي في مخيم عين الحلوة لللاجئين الفلسطينيين قرب صيدا، ويعتنق أفرادها فكر السلفية الجهادية.
تم تصنيف هذه الجماعة على أنها جماعة إرهابية من قبل الأمم المتحدة، كندا، روسيا، الإمارات العربية المتحدة والمملكة المتحدة والولايات المتحدة. وأدرجتها الولايات المتحدة على قائمة المنظمات الإرهابية المتصلة مع تنظيم القاعدة، وقررت الإدارة الأمريكية تجميد جميع أصول عصبة الأنصار في أعقاب هجمات 11 سبتمبر، 2001.
بعد مقتل مؤسسها الشيخ هشام شريدي، تولى الزعامة في العصبة أحمد عبد الكريم السعدي وهو متوار عن الأنظار منذ صدور حكم الإعدام بحقه. ويتولى القيادة حاليا أبو طارق السعدي شقيق أبو محجن. ويقدر عدد أعضاء عصبة الأنصار بأقل من 2000 عضوا، غالبيتهم من اللبنانيين، ويتخذون من مخيم عين الحلوة قاعدة عمليات لهم.

## الإيديولوجيا
هدف عصبة الأنصار إقامة دولة إسلامية في لبنان. والدفاع عن أهل السنة وردع التأثيرات السلبية عنهم.

## نشاطاتها
ظهرت عصبة الأنصار لأول مرة في أوائل 1990. في منتصف 1990، قامت الجماعة بعمليات ضد الملاهي الليلية والمسارح ومحلات بيع الخمور. وقد خططت أيضا لعمليات ضد أهداف دبلوماسية أجنبية. 

في أكتوبر 2004، حكم على ماهر السعدي، وهو عضو في عصبة الأنصار، غيابيا بالسجن مدى الحياة لضلوعه بالتخطيط لاغتيال سفير الولايات المتحدة في لبنان ديفيد ساترفيلد.

بعد غزو أمريكا للعراق أعلنت العصبة على الملأ تأييدها لتنظيم القاعدة في العراق. وقد سافر أعضاء منها إلى العراق منذ عام 2005 لمحاربة قوات التحالف. 

في العام 2002 قامت عصبة الأنصار بتسليم بديع حمادة للسلطات اللبنانية، وكان حمادة قد هرب والتجأ إلى مخيم عين الحلوة ويشتبه بقتله ثلاثة جنود لبنانيين.

تتردد العصبة في إقحام نفسها في السياسة الداخلية في لبنان ويرجع ذلك جزئيا إلى المخاوف من فقدان الملاذ الآمن في مخيم عين الحلوة للاجئين الفلسطينيين.